# Dancé (Loira)
Dancé è una frazione del nuovo comune francese di Vézelin-sur-Loire, operativo dal 1º gennaio 2019 con decreto prefettizio del 20 giugno 2018.
Si trova nel dipartimento della Loira della regione dell'Alvernia-Rodano-Alpi.

## Storia

### Simboli
Lo stemma è stato adottato nel 2008.
Il corso della Loira è rappresentato dalla banda ondata; la conchiglia ricorda che il Cammino di Santiago di Compostela passa per il comune e il ferro di cavallo simboleggia la località di Pas de l'Âne (âne in francese significa "asino").

## Società

### Evoluzione demografica
Abitanti censiti